# Леухи
Леу́хи (укр. Леухи) — село на Украине, находится в Ильинецком районе Винницкой области.
Код КОАТУУ — 0521284303. Население по переписи 2001 года составляет 1396 человек. Почтовый индекс — 22756. Телефонный код — 043-45.
Занимает площадь 4,61 км².